# Miguel Baldris
Miguel Baldris (* 30. Januar 1968 in Candiac, Québec) ist ein ehemaliger kanadisch-spanischer Eishockeyspieler und heutiger Trainer, der einen Großteil seiner aktiven Karriere beim CH Jaca in der spanischen Superliga gespielt hat. Seit 2015 ist er in verschiedenen Trainerfunktionen für den spanischen Eishockeyverband tätig. Sein Sohn Bruno ist ebenfalls spanischer Nationalspieler.

## Karriere
Miguel Baldris begann seine Karriere als Eishockeyspieler in seiner kanadischen Heimat, wo er zunächst für die Richelieu Éclaireurs in der Ligue de développement du hockey M18 AAA du Québec spielte. 1985 zogen ihn die Cataractes de Shawinigan in der dritten Runde des LHJMQ Entry Draft als insgesamt 33. Spieler. Daraufhin spielte er die nächsten drei Jahre in der Ligue de hockey junior majeur du Québec, zunächst für seinen Draftverein und später für die Castors de Saint-Jean. Beim NHL Entry Draft 1986 wählten ihn die Buffalo Sabres in der sechsten Runde als insgesamt 110. Spieler aus. Er sollte jedoch nie in die National Hockey League wechseln. Stattdessen ging er nach dem Ende seiner Juniorenzeit 1988 in das Land seiner Vorväter und schloss sich dem CH Jaca aus der spanischen Superliga an. Nachdem er beim FC Barcelona gespielt hatte, wechselte er 1994 nach Frankreich, wo er drei Jahre bei den Ducs d’Angers und ein Jahr beim Liganeuling Anglet Hormadi Élite in der Élite Ligue. 1998 kehrte er nach Jaca zurück. 2005 beendete er seine Karriere, kehrte aber in der Saison 2010/11 noch einmal für ein Spiel auf das Eis zurück. Insgesamt wurde er mit Jaca fünfmal spanischer Meister.
Nach seiner aktiven Karriere war er von 2013 bis 2016 Cheftrainer des CH Jaca und gewann in dieser Position 2015 und 2016 zwei weitere Meistertitel.

### International
Baldris stand erstmals bei der C2-Weltmeisterschaft 1992 im spanischen Aufgebot, als der Aufstieg in die C-Gruppe gelang. Dort spielte er dann 1993. Nach dem Abstieg spielte er 1994 und 1995 in der C2-Gruppe sowie 1996 und 1997, als ihm mit den Iberern die Rückkehr in die C-Gruppe gelang, in der D-Gruppe. Aber auch 1998 konnte er sich mit seiner Mannschaft dort nicht halten. Nachdem bei der D-Weltmeisterschaft 1999 zum wiederholten Mal der Aufstieg gelungen war, spielte er 2000 erneut bei der C-Weltmeisterschaft. Nach der Umstellung auf das heutige Divisionensystem spielte er 2001, 2002 und 2005 in der Division II.
Bereits bei der Weltmeisterschaft 2004 war er Cheftrainer der Spanier. Seit 2015 ist er in verschiedenen Trainerfunktionen für den spanischen Eishockeyverband tätig.

## Erfolge und Auszeichnungen
| - 1991 Spanischer Meister mit dem CH Jaca - 2001 Spanischer Meister mit dem CH Jaca - 2003 Spanischer Meister mit dem CH Jaca - 2004 Spanischer Meister mit dem CH Jaca | - 2005 Spanischer Meister mit dem CH Jaca - 2015 Spanischer Meister mit dem CH Jaca (als Trainer) - 2016 Spanischer Meister mit dem CH Jaca (als Trainer) |

### International
- 1992 Aufstieg in die C-Gruppe bei der C2-Weltmeisterschaft
- 1997 Aufstieg in die C-Gruppe bei der D-Weltmeisterschaft
- 1999 Aufstieg in die C-Gruppe bei der D-Weltmeisterschaft